# Isalu
Isalu (arab. عيسي لو) – wieś w Iranie, w ostanie Azerbejdżan Zachodni. W 2006 roku liczyła 70 mieszkańców w 21 rodzinach.